# Ostracion
Poisson-coffre
Genre
Ostracion est un genre de poissons tetraodontiformes de la famille des Ostraciidae, communément appelés « poissons-coffres ».

## Description et caractéristiques
Les poissons-coffres sont des poissons de taille moyenne (entre 10 et 40 cm), à la silhouette anguleuse, en forme de pavé plus ou moins prononcée. Cela est dû à leur squelette formé de plaques soudées, qui en font des poissons au corps dur et rigide, donc immangeable pour de nombreux prédateurs. Ils sont en outre pourvus de toxines très puissantes qui achèvent de dissuader la plupart des carnivores. 
On observe souvent un dimorphisme sexuel important, notamment en matière de patrons de coloration. 
Ce sont des poissons brouteurs, d'algues ou d'animaux sessiles. 

## Liste d'espèces
Selon FishBase (14 mars 2014) :
- Ostracion cubicus Linnaeus, 1758 -- Poisson-coffre jaune
- Ostracion cyanurus Rüppell, 1828 -- Poisson-coffre à points bleus
- Ostracion immaculatus Temminck & Schlegel, 1850
- Ostracion meleagris Shaw, 1796 -- Poisson-coffre pintade
- Ostracion rhinorhynchos Bleeker, 1851
- Ostracion solorensis Bleeker, 1853
- Ostracion trachys Randall, 1975 -- Poisson-coffre à peau dure
- Ostracion whitleyi Fowler, 1931

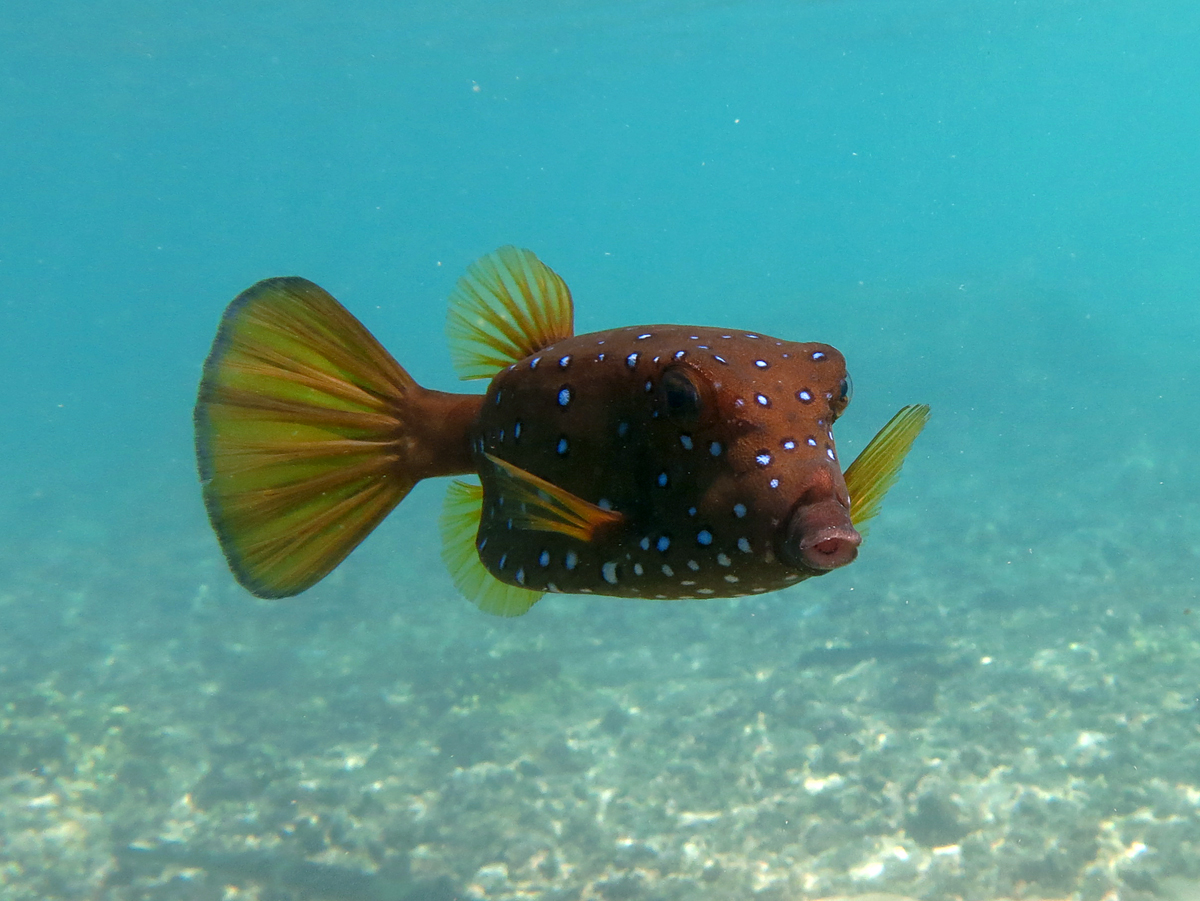
Ostracion cubicus (forme brune)
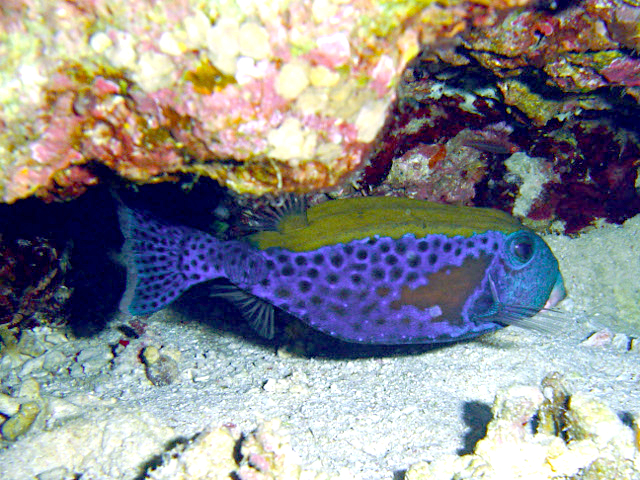
Ostracion cyanurus
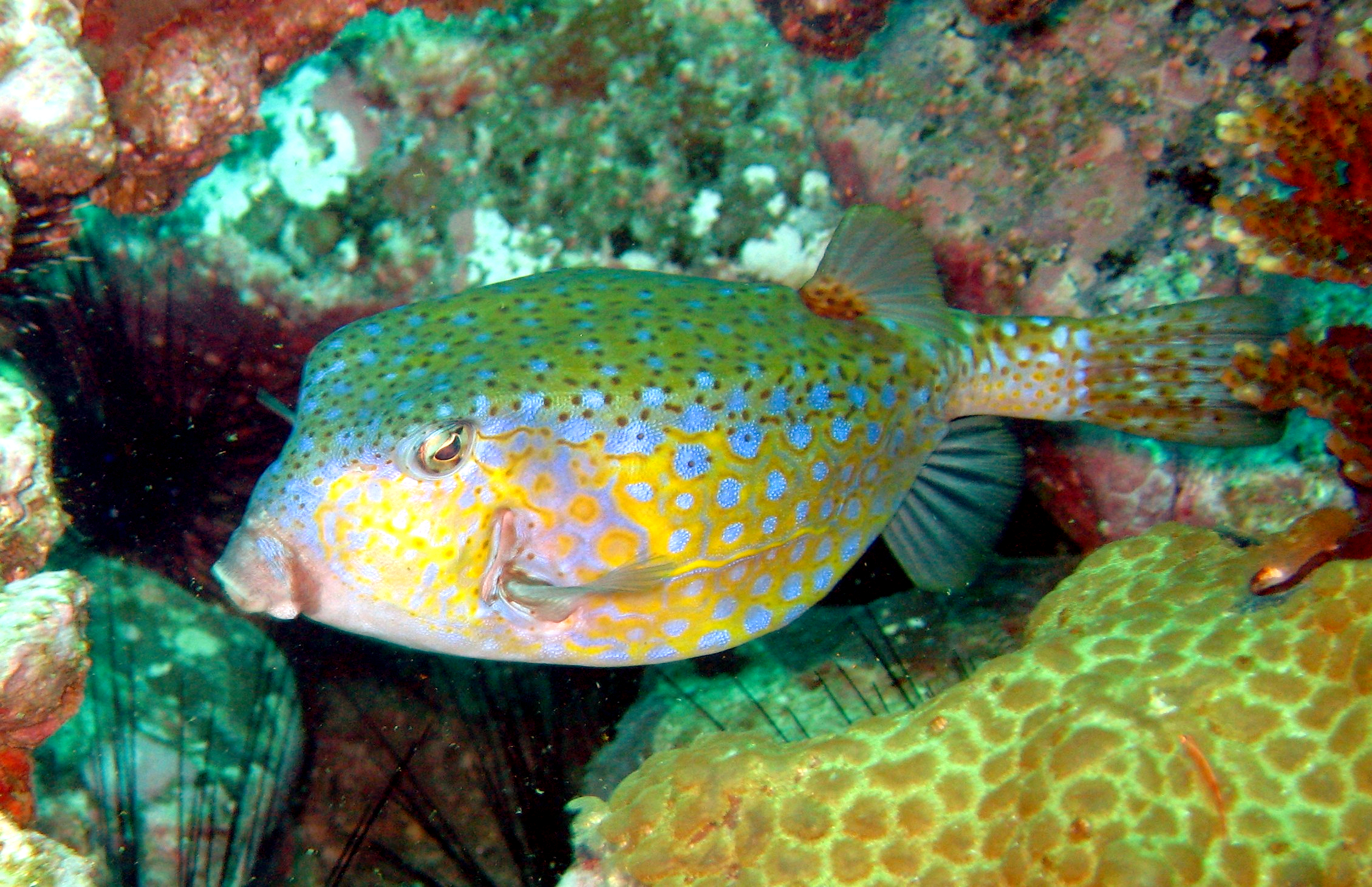
Ostracion immaculatus
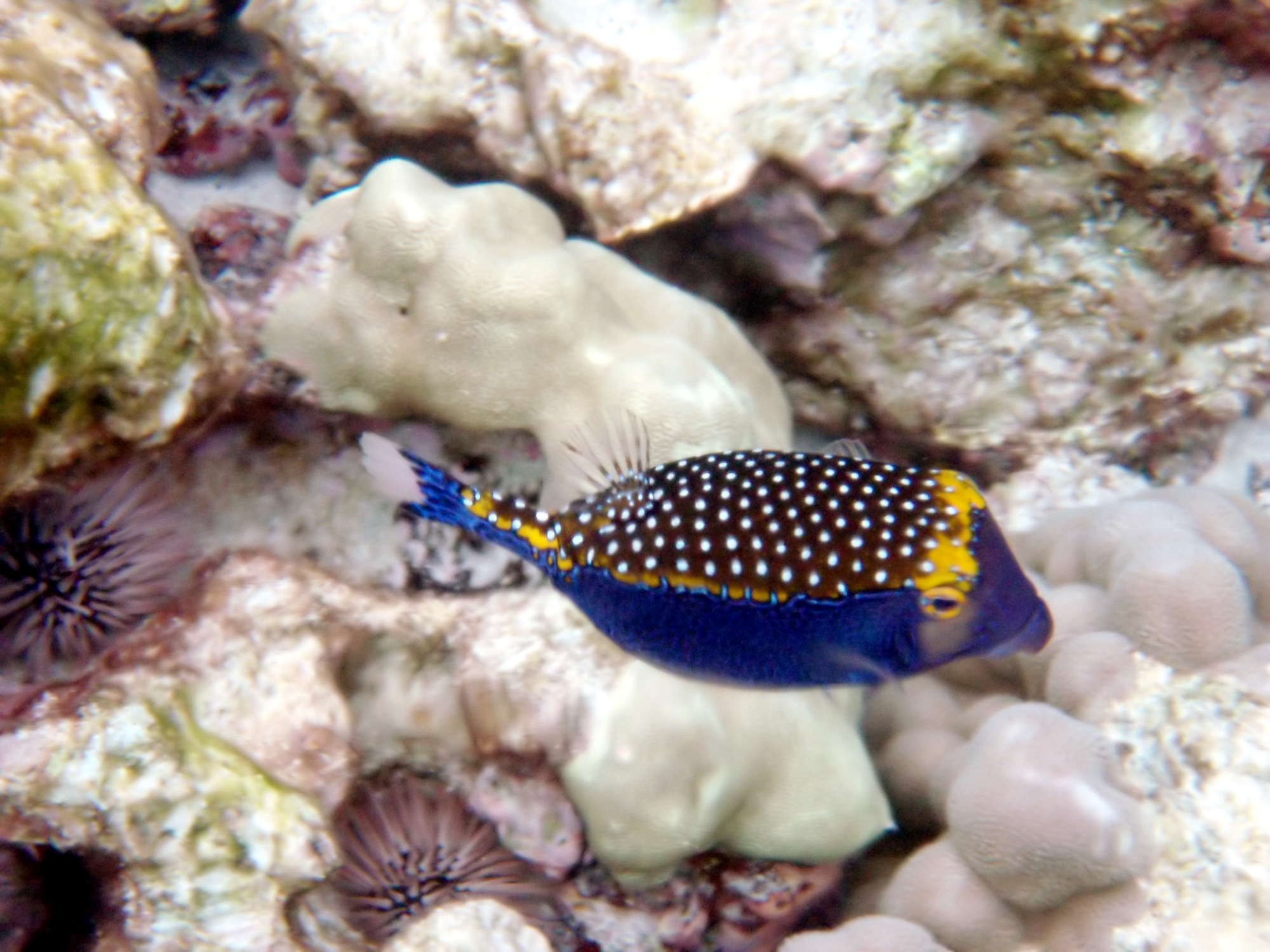
Ostracion meleagris (mâle)
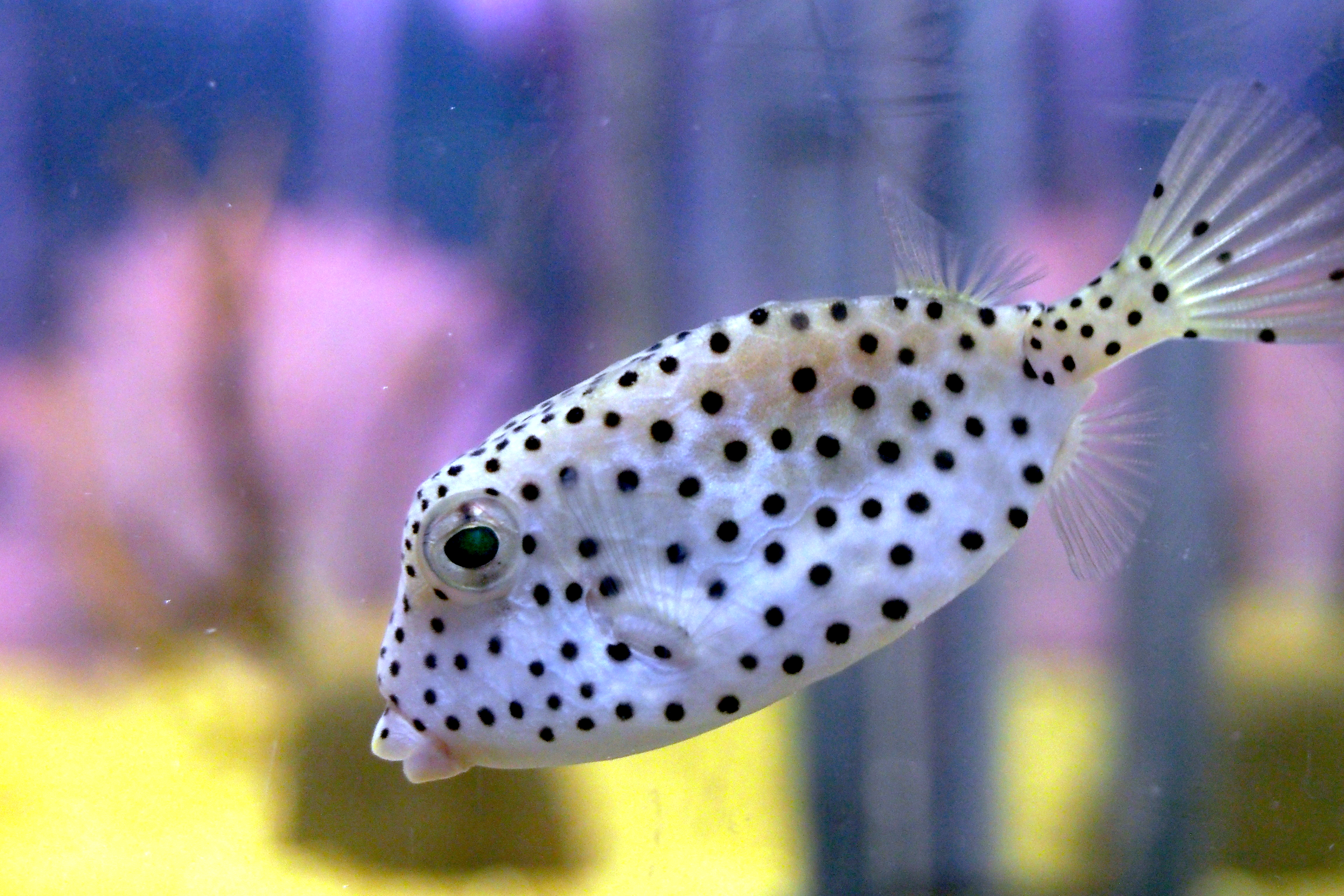
Ostracion rhinorhynchos
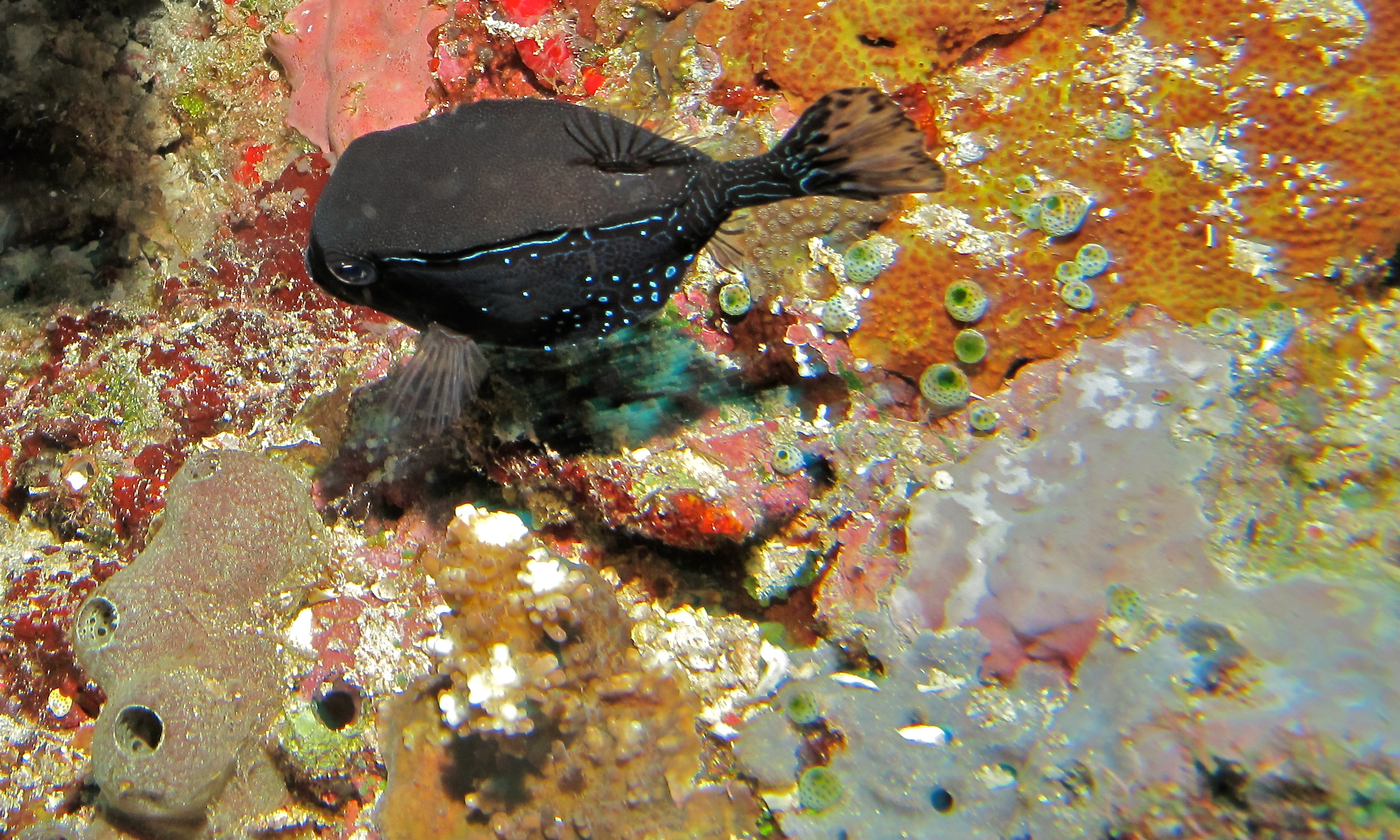
Ostracion solorensis (mâle)
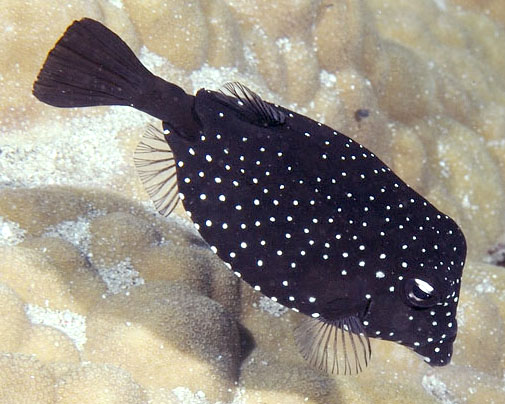
Ostracion trachys

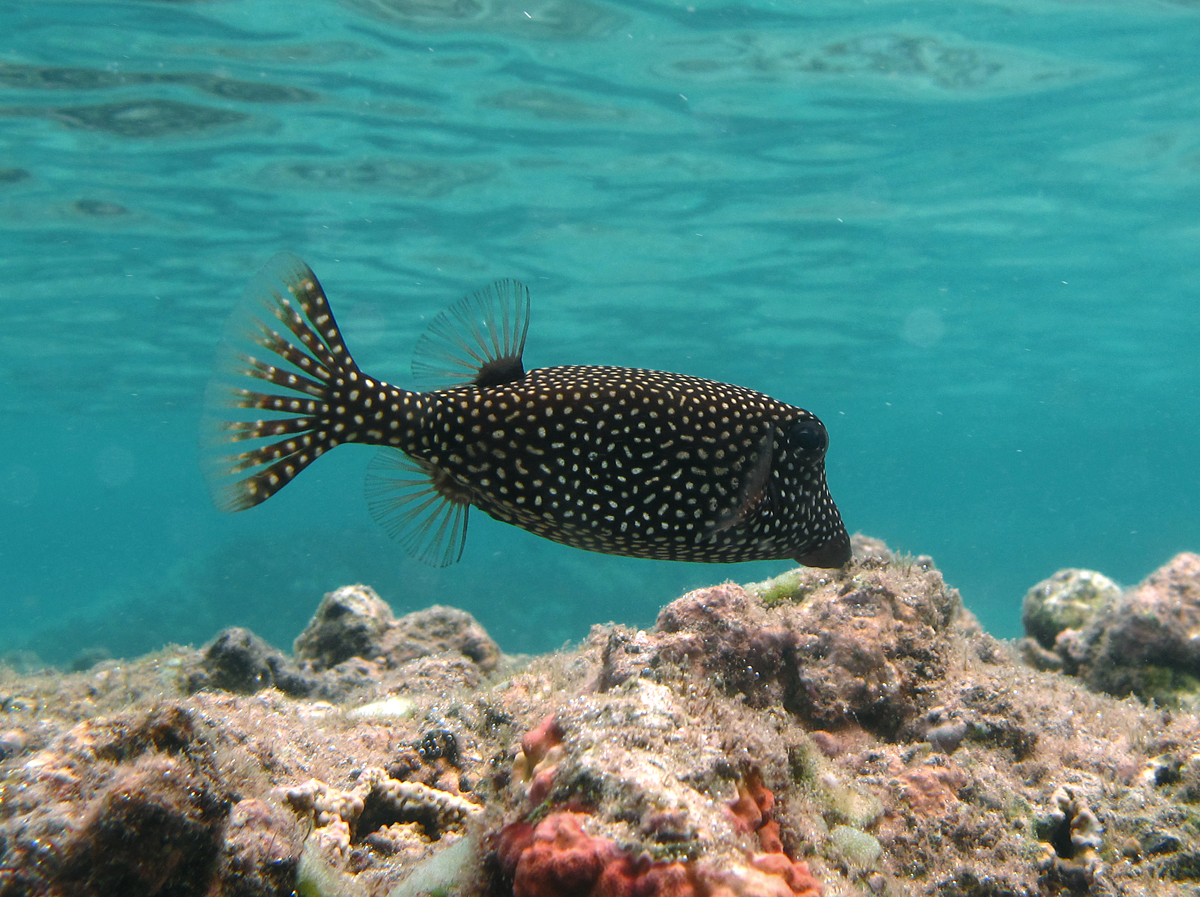
Ostracion meleagris (femelle)
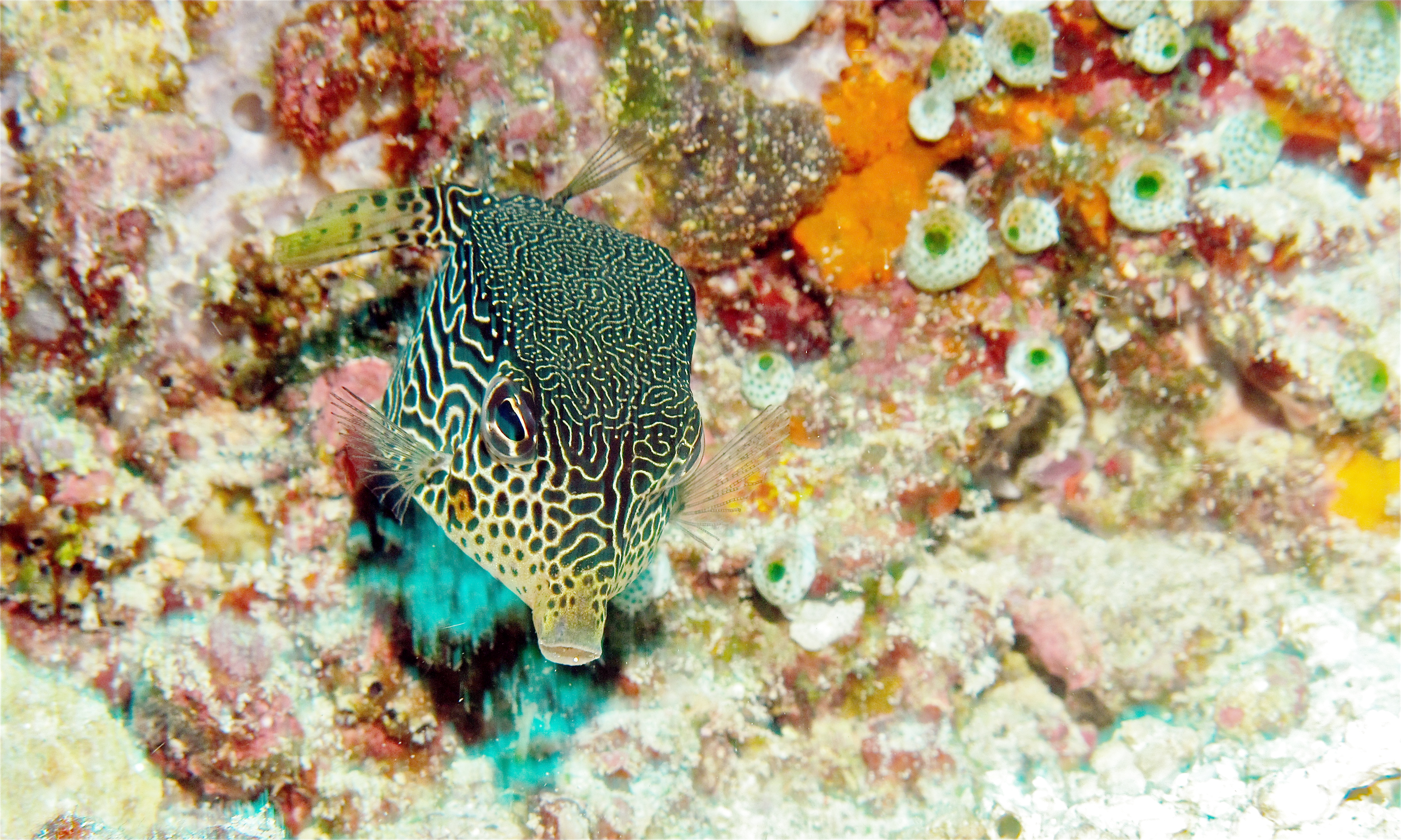
Ostracion solorensis (femelle)